# Komáromi FC
A Komáromi Football Club (szlovákul: KFC Komárno) egy profi labdarúgócsapat, amely a Nyugat-Szlovákiai Labdarúgó Szövetség által szervezett II. ligában szerepel a 2017/18-as szezontól. A klub székhelye Komáromban van, hazai mérkőzéseit a Városi Stadionban játssza.

## Története
A labdarúgás magyarországi meghonosodásakor Komáromra leginkább Budapest hatott követendő példaként. Beliczay András vezetésével 1900-ban (április 29.) megalakult a Komáromi Labdarúgó Társaság a komáromi városháza nagytermében, azonnal megválasztották a társaság történelmi első tisztikarát, amelyet Beliczay Endre, Dr. Mohácsy János, Follinus Árpád és Diósy Ede alkottak, elnököt csak egy évvel később választottak, Follinus Árpád személyében.
A társaság majd két év múlva, 1902-ben vette fel a Komáromi Football Club (röviden KFC) nevet. Ekkor határozták meg a lila–fehér klubszíneket, addig a kék–fehér volt a hivatalos. A labdarúgóklub az egyik legidősebb a mai Szlovákia területén, születésekor még csak Pozsonyban (Pozsonyi Torna Egylet) és Eperjesen (Eperjesi Torna és Vívó Egyesület) működött hasonló szervezet.

### 1900-tól 1919-ig
Nem sokkal az alapítás után, 1900. május 8-án a tagok megtartották első gyakorlásukat az újszőnyi katonai gyakorlótéren. 1900. június 29-én 18 órakor játszotta le első mérkőzését a gárda a korábban említett újszőnyi edzőtéren, az ellenfél a budapesti Kistétény volt. 1:0-s félidő után az eredmény 5:0 lett a vendégek javára. A Komáromiak a következő összeállításban futottak ki a pályára: Soós, Follinusz, Kathona, Mohácsy J., Konkoly, Mohácsy B., Pick, Papp, Lengyel, Zechmeister, Wirthl.
1903. május 10-én már a Ráckertben fogadta a Komáromi FC az egyik pozsonyi csapatot. Az új pálya a nevét arról kapta, hogy a régi szerb temető helyén létesült. Itt Beliczay András tervei alapján a labdarúgó pályán kívül három teniszpályát, kuglizót és télen korcsolyapályát létesítettek, itt épült fel a Komáromi FC klubháza is. Ebben az időben a komáromi labdarúgók átlagosan nyolc-tíz mérkőzést játszottak évente.
1908-ban a Budapest Testgyakorlók Köre ellen a Komáromi FC a következő összeállításban lépett pályára: Czidlina, Ambrovits, Schwartz, Szabó, Chrappen, Banai, Leitner, Róth, Csefko, Payer és Grimm.
1909-ben a KFC a Budapest-válogatottat fogadta a Ráczkertben található pályán. A találkozó 1:0-as komáromi sikerrel zárult. A KFC színeiben a következő játékosok jutottak szóhoz: Czidlina, Kovács, Doma, Bangha, Komjáthy, Váczi, Forgács I., Forgács II., Tari, Czike, Sulyok, Kertessy, Kelethy.
A további években Dietz Miklós elnökletével és Höltzl Gyula titkár vezetésével sikereket ér el a csapat. Eredmények ebből az időszakból: Komáromi FC – Győri Vagongyár 2:1 (0:0), Komáromi FC – Budapesti Torna Club 1:0, Komáromi FC – Szent Lőrinc 8:0. Ezekben ez években a Czidlina, Kovács, Doma, Bangha, Komjáthy, Váczy, Tari, Forgács I. és II., Czike I., Sulyok, Kertessy és Kelethy húzták magukra legtöbbször a lila-fehér mezt. A csapat edzéseit Czidlina kapus irányította.
1914 őszén sok komáromi játékos katonai behívót kapott. Az 1917. július 15-i mérkőzés alkalmával már új játékosok mutatkoztak be Komáromban. A Móra, Loskó, Balla, Herceg, Szájbély, Forgács, Raimund, Tóth, Krepsz, Budus és Klein összeállításban szereplő Komáromi FC 1:0 arányban legyőzte Budapest-Erzsébetváros csapatát.
1918. június 2-án a KFC első csapata a First Wien Football Club csapatával mérkőzött meg a Ráckertben. A KFC összeállítása a következő volt: Sipos, Lovász, Szájbély, Herceg, Chrappán, Forgács, Rontó, Trattner, Pfeifer, Reif és Klein. A mérkőzés végeredménye ismeretlen.

### 1919-től 1938-ig
1919-ben a város északi részét a Csehszlovák Köztársasághoz csatolták, így a klub a Szlovák labdarúgó-szövetség hatásköre alá került. Először az újvári kerületi bajnokságba sorolták. Az 1909-1921-es időszakból a következő eredmények maradtak fenn: KFC-Pozsonyi Makabe 2:2, KFC-Nyitra 2:0, KFC-Érsekújvár 3:1, KFC-Nagytapolcsány 2:1. A KFC bajnokságot nyert, majd a sikereket megismételve 1920-1921-es bajnokságban is a komáromi labdarúgók lettek az elsők. Egy fontos mérkőzés 1921-ből: KFC-ŠK Žilina 0:3, a győztes továbbjutott a szlovák bajnokság elődöntőjébe. A Komáromi FC élén ekkor Dr. Kállay Endre és Lengyel Jenő álltak. Az igazgató Höltzöl Gyula volt. A húszas évek közepén a csapat a következő játékosokból tevődött össze: Szigety II., Metlesits II., Adler, Rausnitz, Beck, Molnár, Dobis, Varga, Baráth, Messinger II., Szigety I., Forgács, Szőlősi, Gold, Hacker és Lengyel. A csapat munkáját Székány edző irányította.
1926-tól a pozsonyi járási bajnokságban szerepelt a csapat. Legnagyobb sikere 1929/30-as szezonban volt, amikor is a KFC megnyerte ezt a bajnokságot 61 rúgott góllal és mindössze 3 vereséggel. A szlovák bajnoki címért folytatott küzdelmekben rögtön elvérzett 3:0 arányban a csapat a kassai Törekvés ellen, akik a végén megnyerték a bajnokságot.
A harmincas években a szlovákiai divízióban tíz csapat szerepelt: FTC Fülek, IČŠK Pozsony, TTS Trencsén, FC Ruttka, ÉSE Érsekújvár, VAS Pozsony, ZTK Zólyom, PFK Pőstyén, ŠK Zsolna és a Komáromi FC. A KFC ezekben az években két felnőtt és egy ifjúsági csapatot versenyeztetett. Az edzői munkát Lovász Ferenc szabómester végezte, az ifjúsági csapattal Lőwinger László vezetőségi tag foglalkozott. A sikeres szereplések fő részesei Kellner László vezetésével és Rózsa Pál titkárral élen a következő játékosok voltak: Ványa, Langsádl, Szigethy Hadantis, a Cirok testvérek, Molnár, Vitálos, Weintraub, Csukás, Katz, Csivre, Róth, László, Horváth, Tóth, Drozdy, Csizmadia, Gallé, Kuszola, Lengyel, Nagy, Bokrosi, Gleisa, Virágh, Szűcs, Reindl, Messinger, Bende, Körös, a Simon és Metlesits testvérek.
1934-től a KFC a Szlovák-Kárpátaljai divízió nyugati csoportjában játszott 10-11 csapat társaságában, a 4 szezon alatt a következő helyezéseket érték el: 8., 6., 6., 5. Az első meccsre 2500 néző látogatott ki, melyet elvesztett a pozsonyi CSSK ellen 4:1-re.

### 1938-tól 1945-ig
1938 után Komáromot újraegyesítették és visszakerült a Magyar Királysághoz, ezután csak egyetlen csapat maradt Komáromban a négyből (Rapid, UTE, Dunaváros), a KFC.
A csapat rögtön a következő évben (1939-1940) indult a Nemzeti Bajnokság B dunántúli csoportjában, ahol a 14 csapat közül az utolsó előtti helyen végzett és ezzel kiesett. Ez a bajnokság hivatalosan a másodosztálynak felelt meg, Komáromi csapat ennél magasabb labdarúgó osztályban nem szerepelt.
A következő évben (1940-1941) a Nemzeti Bajnokság III nyugati csoportjába (ez a harmadosztálynak felel meg) sorolták a csapatot ahol a 12 csapat közül ismételten az utolsó előtti helyen végzett.
Az 1941-1942 és 1942-1943-as szezonról nem maradtak fel adatok a KFC szereplésével kapcsolatban.
Az utolsó bajnoki szezon, amelyet a Komáromi FC még az anyaországi bajnokságban töltött, az 1943-1944-es volt. A KFC a Nemzeti Bajnokság III dunántúli csoportjában szerepelt ismét és megnyerte a bajnokságot imponáló 93 rúgott góllal. Azonban szovjet megszállás után ismét Csehszlovákia annektálta a város északi részét, így a futball klubot is.

#### Komáromi Atlétikai Club
1938-ban, mikor az újraegyesítés megtörtént, a déli városrészben is létezett egy Komáromi FC, amely 1924 után létesült. A névegyezés miatti félreértések elkerülése érdekében a déli csapat névváltoztatást kezdeményezett és Újkomáromi FC néven szerepelt a Nyugati Alszövetség I. osztályában, amely a harmadosztálynak felelt meg, az 1939-1940-es szezonban. A következő évben felvette a Komáromi Atlétikai Club nevet, a világháború végéig így két komáromi csapat küzdött a bajnokságokban: a KFC és a KAC.

### 1945-től az 1960-as évekig
A háború után Komárom visszakerült Csehszlovákiához, és ismét a nulláról kellett kezdeni az „építkezést”. A bizonytalan időszak 1951-ig tartott, amikor is a Hajógyár a szárnyai alá vette a csapatot, és újra a kerületi bajnokságba került a csapat. Elsőre még kiesett a csapat, de egy év kihagyás után újra kerületi bajnokságban játszott Komárom, a klub új nevet kapott: Spartak (ebben a bajnokságban részt vett egy másik komáromi csapat is, a ČH).
Az 1954-es bajnokságban már a 3. helyen végzett a csapat, ugyanígy az 1955-ös bajnokságban is. A keretet a következő játékosok alkották ebben az időben: Schlett, Sudák, Uhrín, Kosiba, Sebesta, Gál, Vasas, Jónás, Kerepecky, Kádek, Hámory, Získa, Korinek, Mészáros, Szórád, Vrečič, Dobrovolsky, Fekete, Jany, Kacz, Zentai, Drozd, Strapek, Szenczi, Nagy, Kukola. 1955-ben az Iskra Trencsén és a Baník Nyitrabánya mögött harmadik helyen végezett a KFC a körzeti bajnokságban. Huszonkét mérkőzésből tizenötöt megnyertek, két mérkőzés döntetlennel végződött, öt vereséggel. Új nevekkel is találkozunk: Kacz, Zentai, Drozd, Strapek, Szenci, Nagy és Kukola erősítik a csapatot.
Ebben az évben barátságos nemzetközi mérkőzésekre is sor került. Az NB I-es Tatabányai Bányász SC a KF hazai pályáján 6:3-ra tudott győzni. A mérkőzést a városban nagy érdeklődés kísérte. A másik találkozón a Győri Törekvés NB II-es csapatával 2:2-es döntetlent ért el.
1957-ben a csapat a szlovákiai divízió „E” csoportjában küzdött a bajnoki címért. A csapatot ebben az évben Kosiba, Keresztes, Dragúň, Jandó, Bičan, Gál, Jaboník, Takács, Dobrovosky, Minárik, Golha, Kovács, Krajčovič, Strapek, Moravčík I. és Janečka alkották. A csapat a Slavoj Pőstyén, TTE Trencsén, Nyitrabánya és a Tótmegyer mögött az ötödik helyet szerezte meg. Az ötvenes évek vége felé a csapat is átalakult, a következő játékosok szerepeltek a KFC színeiben: Zachar, Bacho, Szórád, Prodovszky, Jaborník, Mészáros, Sokol, Vrečič, Dobrovolsky, Szenci, Csizmadia, Berecz és Strapek.
Az utánpótlás-ifi csapat 1958-ban részt vett a Szlovák kupáért kiírt tornán, ahol a 3. helyet szerezte meg. Nem ez volt az egyetlen sikere az ificsapatnak, az 1960 és 1970-es évek fordulóján például egy bajnokságban játszottak a Slovannal, az Interrel, a nagyszombati Spartakkal és a Trencsénnel. Az 1959-60-as kerületi ifjúsági bajnokságot Fonód edző irányításával a KFC nyerte. A bajnokcsapat tagja volt Nagy, Saska, žibrita, Chudý, Laboda, Pitzer, Aradský I és II., Szakács, Füssy, Takács, Vaňo, Birsei és Bratkó.
A város újjáépítése során lebontották a KFC klubházát a Ráckertben és társadalmi munkában megkezdték a Lenin parkban az új sporttelep felépítését. Állami hozzájárulással épült két labdarúgópálya, öltözők, atlétikai pálya és lelátók.

### 1960-as évek
A hatvanas évek elején a KFC első csapata a divízióban játszott. A csapat gerincét a bajnokságot nyert ifjúsági játékosok alkották, hozzájuk csatlakozott Csöbönyei, Hrkel, Čerňasky, Čánky, Vaňek. Az ifjúsági csapat viszont az első ligában szerepelt. Az 1965-ös évi keret tagjai a KFC felnőtt csapatánál: Békeffi, Žibrita, Prodovszky, Hajóssy, Paller, Chudý I. és II., Bočka, Nehéz, Pitzer, Melcsók, Berecz, Demovič, Lajos, Szakács ôs Jantošík.
1967-ben a KFC a nyugat-szlovákiai I. A osztály győztese volt. A bajnokcsapat névsora: Bilko, Žibrita, Hajóssy, Berecz, Novák, Halász, Kajan, Rožňanský, Puzsér, Prodovszky, Kecskés, Mórócz, Pitzer, Ing. Sokol, Chudý, Šovinsky.
1969-1970-es idényben az ifisták a 13 helyen végeztek és kiestek az első osztályból.

#### Dukla Komárno
Ebben az időben, 1962-1966 között, a városnak volt egy II. ligás csapata is: a Dukla katonacsapat, amelyet Breznóbányából helyeztek át.

### 1970-es évek
Az ificsapat az 1971-1972-es szezonban Luka Béla vezetésével ismét feljutott az első ifiligába, az 1973-1974-es évadban viszont ismét a 13. helyen végeztek. 1975-ben négypontos előnnyel a Hutník Szered előtt a KFC megnyerte a kerületi bajnokságot és tizenöt év után ismét kiharcolta a feljutást a divízió nyugati csoportjába. Itt két idényt töltött a csapat, az első szezonban az ötödik helyen végzett. 1977-es év hatalmas siker volt a csapat számára, ötpontos előnnyel nyerték meg a bajnokságot Kádár István tanítványai, ismét a Hutník Szered előtt. A KFC először szerepelhetett a Szlovák Nemzeti Ligába.
A szlovák legfelső ligában csak rövid ideig tudott megragadni a KFC. Mindenesetre emlékezetes marad a csapat gólparádéja az őszi második fordulóban a Slavoj Poĺnohospodár Tőketerebes csapatát látta vendégül. A 9:0-as hazai győzelem az egyik legszebb eredménye a KFC csapatának. Nagy négyet, Šebo kettőt, Angyal, Dombi és Sabo 1-1 gólt lőtt a vendégeknek. A csapatban a következő játékosok szerepeltek még: Bilko, Gálik, Kajan, Rusko, Nosko, Broczky, Szeiff, Molnár, Majoros, Genda és Csöbönyei. Nagy részben saját nevelésű játékosok alkották a keretet. A következő győzelemig tizenegy fordulót kellett várni. Az őszi idény után a KFC az utolsó előtti helyen állt. A tavaszi fordulók során a csapat még kevesebb pontot szerzett mint ősszel és végül az utolsó, 16. helyen végzett és kiesett. A bajnokság második legjobb góllövője 16 góljával Nagy Jenő volt.
A kiesés után a KFC ismét a divízióban szerepelt, a feljutás nem sikerült a dunaszerdahelyi DAC-cal, a ZTŠ Ligetfaluval és a pozsonyi Matadorral szemben. Ismét átszervezések következtek be és a három divízióból két II. Szlovák Nemzeti Ligát alakítottak ki, egyenként 16 résztvevővel. Emelkedett a színvonal, erősebb lett a bajnokság, távolabb kerültek a feljutási remények.

### 1980-as évek
A KFC öt évet töltött a II. Szlovák Nemzeti Ligában, 150 mérkőzést játszott, ebből 61-szer győzött, 26 esetben döntetlenre mérkőzött és 63 esetben maradt alul. Az egészen kiegyensúlyozott eredmény ellenére a gólarány meglehetősen rossz: 201:250. A csapatban szerepeltek többek között: Lintner, Bugár, Múčka, Lakatos, Jarábek, Molnár, Pavlička, Mészáros. Változások az edzői poszton: Kádár, Čurgaly, Chudý, Dinga.
A legjobb eredményt az 1983-1984-es idényben érte el a csapat, amikor is a negyedik helyen végzett, megelőzve a ligaújonc Agro Ógyallát. A KFC stadionban ekkor volt rekord nézőszám, a járási rivális Ógyalla elleni mérkőzést 3208 szurkoló tekintette meg. A liga második legjobb góllövője 16 találatával Molnár lett.
A fiatalabb ifisták szintén remek eredményt értek el: megnyerték a Nyugat-szlovákiai bajnokságot.
1985-1986-os bajnokságban csúcsosodott ki a komáromi felnőtt labdarúgás válsága. A KFC a 13. helyen végzett és kiesett. Az ifisták viszont fölényesen megnyerték a kerületi bajnokságot és bejutottak a II. ifiligába.
1986-1987-es szezonban a fejutást megcélzó komáromi csapat a csalódást keltő negyedik helyen végzett.
A következő idényben a kerület két csoportját összevonták, így ismét nehéz helyzetbe került a csapat a feljutást illetően. Itt 16 csapat folytathatta a küzdelmet a II. Szlovák Nemzeti Ligába való feljutásért. A csapat teljesítménye sokat javult, főként Baránek edző munkájának köszönhetően. Peltzer lett a bajnokság legjobb kapusa, a csatársor a legtöbb gólt lőtte, a kerületi válogatottba a legtöbb játékost a KFC adta. A bajnokságot megnyerte a KFC, de nem juthatott fel, mert a szabály értelmében azonos pontszám esetén az egymás elleni eredmények számítanak, nem a tabellán elfoglalt hely, így a Nagymagyar csapatát juttatta fel a szövetség.

### 1990-es évek
A rendszerváltást követően, amikor a klub kivált a Spartak Sportegyesületből, első tagsági ülésén 1990. februárjában, szintén a városháza nagytermében a tagság egyhangúlag megszavazta a KFC név visszaállítását.

### 2000-től napjainkig
A 2000-es éveket a IV. ligában kezdte a csapat, majd a 2. helyről a 2002/2003-as szezonban sikerült kiharcolni a feljutást. A III. ligában 3 szezont töltött a csapat, 5., 14. és 16. helyet megszerezve. A kieséssel a csapat ismét a IV. ligába került, de valójában ez az átszervezések miatt csak az 5. vonalat jelentette. Ekkor közel került egy újabb zuhanáshoz a csapat, hiszen itt is csak a 14. helyen végzett. 2007 őszén egy kis remény látszott a felemelkedésre, hiszen egy új vezetői gárda vette át a klubot. A helyzet nehéz volt, és nem csak a rengeteg felhamozott adósság miatt, hanem más tényezők sem voltak kedvezőek. Az új vezetőségnek sikerült stabilizálni a helyzetet, egy remek tavaszt produkálva a 8. helyen végzett a KFC. Ezután jött még két „átmeneti” szezon, ahol sokan jobb eredményeket vártak. 2010 júniusában egy barátságos mérkőzés keretein belül ünnepelték meg a klub alapításának 110. évfordulóját, a vendég a szintén lila-fehér Újpest FC volt (akik a 125. születésnapjukat ünnepelték). Ezen alkalomból sok egykori KFC nevelés látogatott haza. A komáromiak keretében az alábbi játékosok szerepeltek: Bilkó Vilmos, Bazinský Miroslav, Kökényesi Attila, Podlucký Michal, Nagy József, Gonzáles Jozef, Antunovič Goran, Kršteňanský Zdenko, Boros Péter, Wilson Eugen Speck, Mészáros Ádám; vendégjátékosok: Molnár Péter, Lérant Peter, Adámik Jozef, Střestík Marek, Uzola István, Szórád Csaba, Skok Matej, Németh Szilárd, Czanik Károly;Vezetőedző: Zdenko Kršteňanský.
A vendégjátékosok közül néhányan aztán itt maradtak az új szezonra is: Uzola, Skok, Lérant, tavasztól Szórád Csaba is. A megerősített csapat bizony most már nem a középmezőnyben szeretett volna végezni, hanem megnyerni a bajnokságot. A legnagyobb ellenfél a Léva volt, amely már egy évvel korábban is a feljutásért harcolt, de alulmaradt. A cél sikerült, szinte végig magabiztosan vezetve a táblázatot, 3 pont előnnyel bajnok lett a komáromi csapat. Ez – bajnoki címet nyerni – utoljára 1977-ben sikerült.

## Fontos személyek a komáromi labdarúgás történetében
Beliczay Endre, királyi mérnök – Aktív tagja volt az 1896-ban megalakult Komáromi Városi és Vármegyei Sport Egyletnek, ő volt a komáromi labdarúgás szellemi atyja, később alapító tagja (1900. április 29.) Nevéhez fűződik az egykori ráckerti sporttelep megépítése, amelyet 1905-ben adtak át rendeltetésének és 1960-ig szolgálta a város sportját.
Follinus Árpád, városi főszámvevő – A KFC első elnöke, aki több éven keresztül látta el az elnöki teendőket, hihetetlen energiával és tekintéllyel. A csapatot az ő elnöklése alatt, „Follinus katonáinak” nevezték a komáromiak. Több találkozón pályára lépett, mint jobbhátvéd.
Höltzl Gyula – Minden idők leghűségesebb KFC-tagja. Mint alapító tag, 1901-től 1934-ig (haláláig) ő látta el a klubigazgatói teendőket. Ezt a csúcsot soha nem döntötte meg senki, valószínűleg nem is fogja. Mint játékos, csak egyetlen mérkőzésen szerepelt, ez talán köpcösebb testalkatának is betudható. Csodálatos sportdiplomáciai tehetséggel volt megáldva, hiszen neki köszönhetően valamennyi budapesti és bécsi csapat megfordult Komáromban. Úgyszintén az ő nevéhez fűződik az első diákmérkőzés megrendezése a mai Szlovákia területén (1904).
Dr. Konkoly Thege Sándor – Neves csillagászunk családtagja, a KFC első kapitánya. Az akkori kapitányi teendők közé tartozott az edzések megtartása, felügyelte, hogy „játszó napokon” (edzések és mérkőzések) a kék-fehér zászló ki legyen függesztve a Klapka téren. Az állomáson fogadta, majd búcsúztatta az ellenfelet. Egyben a klub alelnöke is volt. (Megjegyzés: a mai lila-fehér klubszíneket két évvel később, 1902-ben vette fel a klub).
Kóczán Mór – a Csallóközaranyoson szolgálatot teljesítő református lelkész, a pozsonyi PTE és a Ferencváros mellett, tagja volt a KFC-nek is. Ő tartotta a gerelyhajítás magyar csúcsát, részt vett az 1912-es stockholmi olimpián. Róla nevezték el a csallóközaranyosi sportközpontot.
Forstinger Antal – a KFC csapatában 1905 és 1907 között játszott, a krónikák csupaszív játékosként említik, akit 1907-ben a budapesti 33. FC csábított magához. Ennek a csapatnak színeiben pályára lépett egykori klubja, a KFC ellen is, mérkőzés után, a komáromi közönség a vállán vitte le hálája jeléül.
Hámori József – Az egykori, 50-es évek komáromi „Aranycsapatának” játékosa és edzője. Országos szinten is az egyik legismertebb labdarúgó személyiség. Játszott Salgótarjánban és Losoncon egyaránt. Néhány évvel ezelőtt, egyik fia, Vladimír Hámori volt a KFC elnöke.
Dr. Ölvecky Ferenc – Komárom polgármestere, hosszú évekig a KFC elnöke. A modernkori KFC történelmében, éppen az ő vezetése alatt játszott a csapat a legmagasabb osztályban (II. liga). Az ő nevéhez fűződik több komáromi sportlétesítmény – többek közt a stadion lelátójának – megépítése.
Fekete Sándor – A 60-as évek komáromi sikeredzője. A Dukla Komárom, II. ligás katonacsapatának edzője, de edzette az akkor már kimagasló eredményeket elérő Spartak Trnava csapatát is.
Kádár István – A leghűségesebb komáromi edző. Játékosként Komáromból Nagytapolcsányba került, ahol az idősebb szurkolók a mai napig a legnagyobb tisztelettel beszélnek a nagy „mágusról”. Hazatérése után sok éven át edzette a KFC felnőtt csapatát. Többször elküldték, de ugyanannyiszor vissza is hívták. Pista bácsi nélkül nem volt igazi csapat a KFC. Szívvel-lélekkel komáromi volt, a városban mindenki szerette barátságos természetéért.

## Változások a csapat nevében és címerében

### A csapat nevének változása
- 1900-1902 Komáromi Labdarúgó Társaság
- 1902-1945 Komáromi Football Club
- 1945-19?? Sokol Železničiar Komárno
- 19??-19?? Slovan MNV Komárno
- 1951-1951 Sokol Škoda
- 1952-1984 Spartak Komárno
- 1984-1990 Spartak ZŤS Komárno
- 1990-???? KFC Komárno
- ????-2002 FK 1899 Komárno
- 2002-2007 KFC Majorka Komárno
- 2007-  Komáromi Football Club – Komárňanský futbalový club

### A klub címere
A százéves évforduló alkalmából visszaállították az eredetit, kiegészítve szlovák felirattal es a mottó három K betüjével.

## Játékoskeret
2020. Augusztus 4-i állapot szerint.
| No. |      | Poszt | Játékos                |
| --- | ---- | ----- | ---------------------- |
|     | SRB  | K     | Miroslav Bréda         |
|     | SVK  | K     | Branislav Cícho        |
|     | Cseh | K     | Frantasiek Chimel      |
|     | NGR  | V     | Stephen Adayilo Daniel |
|     | SVK  | V     | David Špak             |
|     | HUN  | V     | Roland Juhász          |
|     | SVK  | V     | Patrik Šurnovský       |
|     | SVK  | V     | Simon Smehyl           |
|     | SRB  | V     | Péter Varga            |
|     | SVK  | V     | Kornél Saláta          |
|     | SVK  | V     | Martin Šimko           |
|     | SVK  | V     | Ladislav Szöcs         |
|     | HUN  | KP    | Vashyl Vashkeba        |

| No. |        | Poszt | Játékos                            |
| --- | ------ | ----- | ---------------------------------- |
|     | Mongol | KP    | Ganbold Ganbayar                   |
|     | SVK    | KP    | Filip Szetei                       |
|     | SVK    | KP    | Martin Jurina                      |
|     | SRB    | KP    | Goran Matić                        |
|     |        |       |                                    |
|     | SVK    | KP    | Tamás Németh                       |
|     | SVK    | KP    | Boris Druga                        |
|     | SVK    | CS    | Horodnik Michal                    |
|     | SVK    | CS    | Michal Petras                      |
|     | SVK    | CS    | Róbert Tarcsi                      |
|     | SVK    | CS    | Patrik Abrahám                     |
|     | CMR    | CS    | Christian Emmanuel Nguidjol Bayemi |
|     | SVK    | CS    | Jozef Pastorek                     |
|     | SVK    | CS    | Gábor Tóth                         |

## Híres játékosok

### Komáromból származtak és játszottak a Komáromi FC-ben
Daucsík Nándor – a pozsonyi Slovan labdarúgója 1919–1924 között, 15 mérkőzés a csehszlovák válogatottban.
Anton Moravčík – a pozsonyi Slovan labdarúgója, az ötvenes évek legendás huszonötszörös csehszlovák válogatottja.
Adámik Jozef – szlovák U20 és U21 válogatott.
Németh Szilárd – volt szlovák válogatott, az FC Allemania Aachen játékosaként 2010-ben visszavonult.
Gaál Zoltán – csehszlovák U21-es válogatott.
Medgyes József – a nagyszombati Spartaku játékosa, többszörös U21-es csehszlovák válogatott.
Gaál Endre – a pozsonyi Inter labdarúgója, ifjúsági csehszlovák válogatott.
Lérant Péter – U21-es szlovák válogatott, olimpiai résztvevő.
Priskin Tamás – Magyar válogatott, jelenleg az Alanyija Vlagyikavkaz – Orosz másodosztály igazolt játékosa.
Vladimír Doborovič – egyszer szerepelt a csehszlovák válogatottban.
Marek Střeštík – egyszeres cseh felnőtt válogatott az U21-es csapattal világbajnoki ezüstérmes, az 1. FC Brno igazolt játékosa – cseh első osztály, jelenleg kölcsönben a Győri ETO FC-nél.

### Komáromból származnak, de nem játszottak a Komáromi FC-ben
Czibor Zoltán – negyvenhárom alkalommal szerepelt a magyar válogatottban, az Aranycsapat tagja.
Viola József – két alkalommal magyar válogatott, ismert még mint Giuseppe Viola.

### Nem Komáromból származtak, de játszottak a Komáromi FC-ben
Gőgh Kálmán – a pozsonyi Slovan labdarúgója, 72-szeres csehszlovák válogatott, Európa-bajnok és bronzérmes.
Szikora György – a pozsonyi Inter labdarúgója, többszörös csehszlovák válogatott, egy braziliai torna során a helyi újságírók a fehér Pelének nevezték.
Berán József – négyszeres magyar válogatott.
Payer Imre – huszonnégyszeres magyar válogatott.
Angyal Imre – kétszer szerepelt a csehszlovák válogatottban.
Józsa László – egyszeres csehszlovák válogatott.
Bertalan Gábor – U21-es csehszlovák válogatott.

## Szezonok

### Aktuális
A Komáromi FC 2020–2021-es bajnoki szezonja